# Памятный знак Петру Нестерову (Киев)
Памятный знак Петру Нестерову — скульптурная композиция, посвящённая военному лётчику Петру Николаевичу Нестерову, в Святошинском районе Киева. Памятник установлен в 1989 году. Находится на Берестейском проспекте рядом со зданием Авиационного производственного объединения имени Олега Антонова (бывший завод «Авиант»). Установлена в 1989 году.
Пётр Нестеров служил в Киеве в 1912-1914 годах. В 1913 году он возглавил первый в истории авиации групповой полёт по маршруту Киев-Остер-Нежин-Киев с посадками на незнакомой территории, а также впервые в мире выполнил «мёртвую петлю», получившую название «петли Нестерова». Это произошло над Святошинским аэродромом (территория современного завода «Антонов»). В 1913—1914 годах Нестеров совершил несколько рекордных дальних перелётов. Погиб в бою во время Первой мировой войны во Львовской области, неподалёку от города Жолква, впервые в мире применив воздушный таран.
Авторы памятного знака - скульптор Евгений Карпов, архитектор Анатолий Сницарев .

## Описание
Фигура Петра Нестерова в форме авиатора того времени выполнена из бронзы. Лётчик твёрдо стоит на земле, словно всматривается в небо и повторяет жестом руки траекторию полёта самолёта в момент виража. По фигуре, на втором плане композиции размещена символическая часть памятного знака — стальная лента, словно повторяющая «петлю Нестерова». Круг «петли» пересекает вертикальный стальной пилон, который, по замыслу авторов, является символом развития молодой авиационной промышленности начала XX в.

Скульптурная композиция размещена на низком подиуме, окружённом зелёным газоном. Подиум цементный, облицованный красным гранитом ; на его передней части размещена надпись: «Нестеров Пётр Николаевич 1887-1914», на торцевой стороне — текст:
У 1913 році здійснив у київському небі першу у світі «мертву петлю»
В 1913 году осуществил в киевском небе первую в мире «мёртвую петлю»
Общая высота памятного знака составляет 2,3 м.